# Lee Tae-ho
Lee Tae-ho (Daejeon, 29 de janeiro de 1961) é um ex-futebolista profissional e treinador coreano, que atuava como atacante.

## Carreira
Lee Tae-ho fez parte do elenco da Seleção Coreana de Futebol da Copa do Mundo de 1986 